# 勝手に仕上がれ
『勝手に仕上がれ』（かってにしあがれ）は、関ジャニ∞の楽曲。2015年11月11日に8枚目のフル・アルバム『関ジャニ∞の元気が出るCD!!』の収録曲としてINFINITY RECORDSから発売された。OKAMOTO'Sからの楽曲提供である。

## 概要
- 本曲はOKAMOTO'Sからの楽曲提供であり、作詞はオカモトショウ、作曲はオカモトショウとオカモトコウキ、編曲はOKAMOTO'Sが担当[2][3][1]。
  - 楽曲を提供したOKAMOTO'Sとは、2016年2月14日放送の関ジャニ∞の冠番組『関ジャム 完全燃SHOW』（テレビ朝日系列、現：『EIGHT-JAM』）にて本曲のコラボセッションを果たしている[4][注 1]。
- 2015年11月11日に発売された8thアルバム『関ジャニ∞の元気が出るCD!!』に収録された[2][3][1]。
- 本曲は、丸山隆平の演奏するスラップベースをはじめとする巧みなサウンドと熱い歌声で、ザ・ローリング・ストーンズのようなオールドロックを感じさせるガレージロックとなっている[5][6][7]。
- 本曲では丸山がベース、渋谷すばるがブルースハープで、楽曲を提供したOKAMOTO'Sのメンバー4人と共にレコーディングに参加している[8][5][9][10][11][注 2]。
- 本曲には「ニー」を連呼する特徴的な歌詞があり、2023年に『ROCK IN JAPAN FESTIVAL 2023』や『WANIMA presents 1CHANCE FESTIVAL 2023』といった、関ジャニ∞のファン以外も集まる野外音楽フェスティバルで本曲を披露した際に、観客に歌詞の「ニー」の部分を音源尺よりも長く歌わせたことで、該当箇所が「ニーハラ[注 3]」と呼ばれ、SNSで大きな反響を呼んだ[12]。
  - 打ち合わせ当初は「何小節分やるか事前に決めよう」という話もあったというが、実際に披露してみて観客のコールアンドレスポンスの反応が悪ければすぐに止めて、反応が良かったら行けるところまで行くということになり、今回は反応が良かったため、長尺で披露することになったという[12]。
- 2024年に関ジャニ∞が「SUPER EIGHT」にグループ名を変更した際に、本曲の「K！A！N！J！A！N！I！E！I！G！H！T！」という部分の歌詞が、「S！U！P！E！R！SUPER EIGHT」に変更された[13][14][15][16]。
  - 同バージョンは、同年2月16日放送の『ミュージックステーション』（テレビ朝日系列）にて初披露され[17][18][13][19]、同年7月31日には「"超"勝手に仕上がれ」（ちょう かってにしあがれ）のタイトルで、SUPER EIGHTに改名後初のアルバム『SUPER EIGHT』の通常盤のボーナストラックとして5人体制で再録したものが収録された[14][15][16]。

## 制作

### 楽曲提供の経緯
本曲はOKAMOTO'Sからの楽曲提供である。OKAMOTO'Sは元々バンド内で2012年頃から「いつか関ジャニ∞に楽曲提供できたら良いね」という話をしていたという。また、2012年から2013年頃より楽曲提供を始めた時に、OKAMOTO'Sの周りの人からも「関ジャニ∞とやったら絶対にハマるよね」と言われていたという。なお、OKAMOTO'Sのメンバーが高校生の時に関ジャニ∞の「ズッコケ男道」をカバーしたことがあり、さらに本曲の楽曲提供前の2015年春のツアーで「ズッコケ男道」を作詞した上中丈弥がボーカルを務めるバンド・THE イナズマ戦隊と対バンし、再び「ズッコケ男道」をカバーしたという。これらを聞いた丸山は「OKAMOTO'Sのようなバンドの会話の中に『関ジャニ∞』の名前が挙がること自体、これほど嬉しいことはない」と語っている。
最初に関ジャニ∞とOKAMOTO'Sが直接話したのは2015年6月5日放送の『ミュージックステーション』（テレビ朝日系列、以下「Mステ」）であり、その時に関ジャニ∞が「ズッコケ男道」をバンドスタイルで初披露しているのを目の当たりにしたOKAMOTO'Sのメンバーが、関ジャニ∞のメンバーが音楽だけではなく、演技やバラエティなども個人でそれぞれ並行して行う中で、これまでバンドスタイルで披露してこなかった過去曲を地上波生放送でクオリティの高い生演奏を披露したことに衝撃を受け、原曲とアレンジがバンド仕様に変わっていたこともあり、OKAMOTO'Sも大いに盛り上がったという。
一方で丸山は『Mステ』の同回で初めて生のOKAMOTO'Sの演奏を観た時に格好良いと感じ、そこから気になってOKAMOTO'Sの過去の音源を聴いたり調べたりしたという。また、横山裕も同様に格好良いと感じ、その時にOKAMOTO'Sが披露していた「Dance With You」をそれ以降ずっと聴いていたという。そのため、本曲の提供に対しても横山は「OKAMOTO'S色」がとても強く格好良いと感じたという。
なお、『Mステ』初出演だったOKAMOTO'Sは「Mステのひな壇で出演アーティスト同士が話している」姿をよく見ていたため、CM中に関ジャニ∞に積極的に話しかけたという。それを見た丸山は「通常は面識がない人とはそこまで話さない」ということを前置きし、「OKAMOTO'Sが話しかけてくれた時に『なんてピュアで素直な人たちなんだろう』」と思ったという。その中で、OKAMOTO'S側がその場で関ジャニ∞に「生演奏めちゃくちゃかっこよかったです」と話したり、Twitterに投稿したりしたのを関ジャニ∞側が凄く喜んだという。関ジャニ∞側も「OKAMOTO'Sが凄くかっこよかった」と褒めており、オカモトレイジいわくそこで直接本人同士でコミュニケーションをとれたことが大きかったという。
その後、関ジャニ∞のニューアルバム（後の『関ジャニ∞の元気が出るCD!!』）の制作が始まるタイミングで、スタッフから丸山に楽曲提供を希望するアーティストを尋ねられた際に、丸山が「OKAMOTO'Sにお願いしたい」と頼み、OKAMOTO'Sにオファーすることとなった。丸山が楽曲提供の発注から行ったのは初めてだという。これらのことから、丸山が楽曲のイメージを考えることになった。

OKAMOTO'Sからの楽曲提供が決まり、丸山がどのような曲調の楽曲を制作してもらうかを考える中で、「ライブやフェスでコール&レスポンスをやれる曲がほしい」と思っていたことから、OKAMOTO'Sの「SEXY BODY」のような曲調で「ライブで盛り上がる曲」という具体的なイメージを提示したという。この際に、OKAMOTO'Sのメンバーを関ジャニ∞の会社に呼び、これらを伝えたといい、さらに「ちょっと練習しないとできないスラップ奏法を曲の中に盛り込んでほしい」というオーダーをしたという。
OKAMOTO'Sによるデモ制作の前の打ち合わせの場に丸山も参加したという。

### 曲調・歌詞
作曲は基本的にはショウとコウキの合作であり、各パートはOKAMOTO'Sのメンバーが各々考えて構築していったため、最初に関ジャニ∞側に渡したデモ音源ではイントロから関ジャニ∞の各メンバーのソロ回しがあるような内容でとても長いイントロだったという。ソロ回しの部分はOKAMOTO'Sが関ジャニ∞の各メンバーの名前を叫ぶ内容だったといい、「イントロの最後で丸山のスラップがドーン！と来るのはどうだろう」と考えながらデモを作ったという。
ショウは提供曲を制作するにあたり、まず「OKAMOTO'Sというバンドのキャラクター性をどのくらい出せば良いのか」が一番悩むポイントだといい、「チラ見せくらいの方が良いのか」「全く見えない方が良いのか」を悩むことが多いというが、今回は最初から前述の「SEXY BODY」という具体的な指針があったため、「これは自分たちのキャラを前面に押し出した方が良い」と考え、OKAMOTO'Sの4人の「学生ノリ」を意識して制作したという。
ショウは関ジャニ∞のライブを想像しながら歌詞を書いたという。最初のデモの仮歌詞の段階ではあまり何度も練ったりはせず、「気に入らない」と言われたらまた試行錯誤すれば良いと思っており、ショウいわく「かなり悪ノリ」で制作したというが、最終的にデモの仮歌詞のままで通ったという。

### ベース
丸山はOKAMOTO'Sに楽曲制作の打ち合わせの際に、「ちょっと練習しないとできないチャレンジングなベースのスラップ奏法のフレーズを曲の中に盛り込んでほしい」というオーダーをしたという。なお、レイジいわく「頑張れば弾けるくらいの、でも、難しすぎないけどちょっと難しいスラップでお願いします」というオーダーだったという。ハマからは「そういう注文を受けたことがなかったので、楽しみです」と言われたという。
丸山は以前からスラップ奏法を用いた演奏を取り入れたいという考えがあったといい、仕事にすることで自分を追い込み、スラップを身につけることでベーシストとしてのスキルを上げるために今回オーダーしたという。
これらの経緯もあり、2015年11月1日放送の関ジャニ∞の冠番組『関ジャム 完全燃SHOW』（テレビ朝日系列、現：『EIGHT-JAM』）にて、丸山がハマからスラップ奏法やゴーストノートのポイントなどのレクチャーを受ける企画が実施された。この企画は本曲のレコーディングの直後に収録されたという。
これまで丸山はベースという楽器に対してそれほど前のめりな思いはなく、「ライブで演奏しなければならないから、この日までには覚えよう」という気持ちだったという。しかし、今回OKAMOTO'Sに出会い、ハマにベースのレクチャーを受けたことで、ベースを好きになって弾くのが楽しいという思いが高まっていったという。なお、コウキからは「僕たちと交流する前から丸山さんの演奏スキルはかなり高かった」「楽曲提供するにあたり、改めて関ジャニ∞のライブ映像を観た時に、関ジャニ∞が凄くしっかりとした演奏ができるグループだと感じてびっくりした」と語っている。
レコーディングの際に、ハマの手癖が多く現れているデモのベースプレイを丸山がルートから外れる音まで完全にコピーしており、器材もハマのベースとアンプを使用したため、ベースのフレーズも器材のセッティングもデモのハマを表現しているという。

### レコーディング
本曲のレコーディングには丸山がベース、渋谷がブルースハープでOKAMOTO'Sと共にレコーディングに参加している。元々はOKAMOTO'Sのみで演奏する予定だったが、丸山が「もし良かったら自分で弾きたい」と申し出たことで、レコーディングに参加することになった。これまでは関ジャニ∞の作品でメンバーが楽器のレコーディングに参加することがあまりなかったが、今回のアルバムでは「メンバーが積極的に作品作りに関わっていきたいという意思が現れていたため実現したという。
デモが完成して打ち合わせを2回ほど挟んですぐにレコーディングだったという。レコーディングは丸山や渋谷やOKAMOTO'Sのメンバーがスタジオに入り、挨拶をしてその数分後にはブースに入り、「とりあえず録ってみますか」のような気軽なテンションのまま全員で同時に演奏し、ほぼ一発録りのような形ですぐに成功したという。そのため、丸山は緊張しすぎずにレコーディングできたといい、一発でOKテイクが録れたという。その後、ハマが2ndベースとしてフレットレスベースを演奏したという。なお、ハマは少しオブリガードのようなフレーズを付ける程度で、基本的に本曲のベースは丸山が演奏している。この演奏で他のメンバーがボーカルをレコーディングしたため、大倉いわく楽器のレコーディングの際のテンションや空気感が伝わり、その現場を想像しながら曲に引っ張ってもらえたという。
本曲のコーラスとしてショウも参加しており、レコーディングの際は渋谷とショウが2人で歌ったという。
丸山や渋谷やOKAMOTO'Sによるレコーディングのライブ感が強かったため、通常はブロックずつ分けて歌録りをするが、今回は錦戸や安田がボーカルをレコーディングする際に、最初から最後まで止めずに一曲通しで歌うようにしたという。
村上はレコーディングで2回しか歌っていないという。これは、ディレクターから「この曲は何回も歌ってもダメだから」と言われたためであり、5回ほど聴いてボソボソと小声で歌ってからレコーディングに臨んだという。
レイジいわく、メンバー以外とレコーディングする時は、ひと通り録ってから「ちょっと直しましょう」と確認しながら「もう1回やってみます」ということが続くことが多いというが、今回はそれが一切なく終わったという。

### 改名による歌詞の変更・再録
元々本曲の歌詞には「K！A！N！J！A！N！I！E！I！G！H！T！」と「関ジャニ∞」の読みをアルファベットで連呼するパートがあり、2024年2月4日に関ジャニ∞が「SUPER EIGHT」にグループ名を変更した伴い、その歌詞が「S！U！P！E！R！SUPER EIGHT」（エス！ユー！ピー！イー！アール！スーパー！イー！アイ！ジー！エイチ！ティー！）に変更された。
同バージョンは、SUPER EIGHTの改名後初歌唱として、同年2月16日放送の『ミュージックステーション』（テレビ朝日系列）にて初披露された。同回では本曲の歌唱中に、変更された歌詞が画面に大きな太文字のテロップで映し出される演出が行われた。
さらに、同年7月31日発売のSUPER EIGHTに改名後初のアルバム『SUPER EIGHT』の通常盤のボーナストラックとして、5人体制で再録した同バージョンを「"超"勝手に仕上がれ」（ちょう かってにしあがれ）のタイトルで収録された。当初は再録にあたり「演奏も録り直す」という案も出たといい、丸山も「それはやりたかった」と言っていたが、スケジュールの都合で叶わなかったという。

## プロモーション

### 2015年
- 9月29日、後述のアルバム『関ジャニ∞の元気が出るCD!!』に、OKAMOTO'Sからの楽曲提供でタイトル未発表の本曲が収録されることが発表された[2][3]。
- 10月20日、本曲のタイトルとクレジットが発表された[1]。
- 11月11日、8thアルバム『関ジャニ∞の元気が出るCD!!』の収録曲として本曲が発売された[2][3]。
- 11月13日、テレビ朝日系『ミュージックステーション』にて、本曲がテレビ初披露された[32]。

### 2016年
- 2月14日、テレビ朝日系『関ジャム 完全燃SHOW』（当時）にて、渋谷・錦戸・村上・丸山・安田と本曲を提供したOKAMOTO'Sによる本曲のセッションが初披露された[4]。

### 2017年
- 10月7日、OKAMOTO'Sのワンマンライブ『90'S TOKYO BOYS IN HALL』にて、OKAMOTO'Sによる本曲のセルフカバーが初披露された[33]。

### 2020年
- 7月28日、関ジャニ∞・ジャニーズWEST・関西ジャニーズJr.の無観客生配信合同ライブイベント『Johnny's DREAM IsLAND 2020→2025 〜大好きなこの街から〜』にて、後輩グループ・Aぇ! groupと共に、バンドスタイルの2組による本曲のセッションが披露された[34][35]。

### 2022年
- 11月12日、同年11月10日放送の読売テレビ・日本テレビ系『ベストヒット歌謡祭2022』にて、関ジャニ∞が「ズッコケ男道」を披露するの直前のCM中に、会場をより盛り上げるために本曲が披露されたことが発表され、その際のライブ映像がYouTubeにて公開された[36][37]。
  - 関ジャニ∞に限らず、アーティストが生放送のCM中に追加で1曲を披露するのは異例のことである[38]。
- 11月25日、読売テレビ『カミオト夜』にて、前述のCM中のパフォーマンス映像が地上波でも放送された[36][37]。

### 2024年
- 1月24日、関ジャニ∞のデビュー20周年を記念し、過去にリリースされた全楽曲が各種音楽ダウンロードサービス、サブスクリプションサービスで配信されることに伴い、本曲が収録された『関ジャニ∞の元気が出るCD!!』の配信と共に本曲の配信も開始された[39][40]。
- 7月1日、後述のアルバム『SUPER EIGHT』の追加収録曲が発表され、本曲の再録バージョンが同作に収録されることが発表された[14][15][16]。
- 7月31日、11thアルバム『SUPER EIGHT』の通常盤のボーナストラックとして「"超"勝手に仕上がれ」のタイトルで、本曲の再録バージョンが収録された[14][15][16]。

## クレジット

### 作詞・作曲・編曲
- 作詞：オカモトショウ
- 作曲：オカモトショウ、オカモトコウキ
- 編曲：OKAMOTO'S

### 参加ミュージシャン
※アルバム『関ジャニ∞の元気が出るCD!!』および『SUPER EIGHT』のクレジットより。
勝手に仕上がれ
- Drums & Chorus：オカモトレイジ（OKAMOTO'S）
- 1st E.Bass：丸山隆平（関ジャニ∞）
- 2nd E.Bass & Chorus：ハマ・オカモト（OKAMOTO'S）
- E.Guitar & Chorus：オカモトコウキ（OKAMOTO'S）
- Chorus：オカモトショウ（OKAMOTO'S）
- B.Harp：渋谷すばる（関ジャニ∞）
- Organ：佐藤真吾
- Percussion：土生裕

"超"勝手に仕上がれ
- Drums & Chorus：オカモトレイジ（OKAMOTO'S）
- 1st E.Bass：丸山隆平（SUPER EIGHT）
- 2nd E.Bass & Chorus：ハマ・オカモト（OKAMOTO'S）
- E.Guitar & Chorus：オカモトコウキ（OKAMOTO'S）
- Chorus：オカモトショウ（OKAMOTO'S）
- Organ：佐藤真吾
- Percussion：土生裕

## 収録作品

### アルバム
- 8thアルバム『関ジャニ∞の元気が出るCD!!』
- 11thアルバム『SUPER EIGHT』（通常盤）

※5人の再録バージョン「"超"勝手に仕上がれ」を収録。

### 映像作品

#### ライブ映像
- 14thライブDVD/Blu-ray『関ジャニ∞の元気が出るLIVE!!』
- 17thライブDVD/Blu-ray『関ジャニ'sエイターテインメント ジャム』
- 19thライブDVD/Blu-ray『十五祭』
- 20thライブDVD/Blu-ray『KANJANI'S Re:LIVE 8BEAT』
- 21stライブDVD/Blu-ray『KANJANI∞ STADIUM LIVE 18祭』
- 22ndライブBlu-ray/DVD『KANJANI∞ DOME LIVE 18祭』
- 50thシングル『アンスロポス』（初回限定「冬」盤・初回限定「炎」盤 特典Blu-ray/DVD）
- 23rdライブBlu-ray/DVD『超ARENA TOUR 2024 SUPER EIGHT』

※完（CAN）全生産限定盤の特典Blu-ray/DVD、完（CAN）全生産限定盤・初回限定盤の『SUPER EIGHTアプリ』限定配信特典にも収録。
- 24thライブBlu-ray/DVD『超DOME TOUR 二十祭』

## ライブ披露

### テレビ番組
- ミュージックステーション（2015年11月13日、テレビ朝日）[32]
- 関ジャム 完全燃SHOW（2015年12月27日、テレビ朝日）[41]
- 関ジャム 完全燃SHOW（2016年2月14日、テレビ朝日） - OKAMOTO'Sとのセッション[4]。
- バズリズム02（2023年8月5日、日本テレビ）[42]
- ミュージックステーション（2024年2月16日テレビ朝日）[17][18][13]

### ライブ
- テレビ朝日ドリームフェスティバル2015（2015年11月23日）[43]
- 関ジャニ∞の元気が出るLIVE!!（2015年12月13日 - 2016年1月17日）[44]
- TOKYO METROPOLITAN ROCK FESTIVAL 2017（2017年5月21日）[45]
- 関ジャニ'sエイターテインメント ジャム（2017年7月15日 - 9月10日）[46]
- 十五祭（2019年7月14日 - 9月3日）[47]
- Johnny's DREAM IsLAND 2020→2025 〜大好きなこの街から〜（2020年7月28日・8月8日）[34][35]
- KANJANI'S Re:LIVE 8BEAT（2021年11月20日 - 2022年1月23日）[48]
- 18祭（2022年7月16日 - 24日）[49]
- ベストヒット歌謡祭2022（2022年11月10日）[36][37][注 5]
- 関ジャニ∞ ドームLIVE 18祭（2022年12月17日 - 2023年1月15日）[50][51]
- ROCK IN JAPAN FESTIVAL 2023（2023年8月12日）[52]
- WANIMA presents 1CHANCE FESTIVAL 2023（2023年9月2日）[53]
- KANJANI∞ 20FES 〜前夜祭〜（2023年9月9日）[54]
- WE ARE! Let's get the party STARTO!!（2024年4月10日 - 5月30日）[55]
- EIGHT-JAM FES（2024年6月21日 - 23日）[56]
- ROCK IN JAPAN FESTIVAL 2024 in HITACHINAKA（2024年9月14日）[57]
- KAMIGATA BOYZ DREAM IsLAND 2024 〜やっぱこの街好っきゃねん〜（2024年9月21日・22日）[58]
- 超アリーナツアー2024 SUPER EIGHT（2024年8月9日 - 11月3日）[59]
- SUPER EIGHT 超DOME TOUR 二十祭（2024年12月7日 - 2025年1月13日）[60]